# 아카르나이의 사람들
아카르나이의 사람들(고대 그리스어: Ἀχαρνεῖς, 기원전 425년)은 아리스토파네스의 희극 작품으로 (또한 그리스 희극 전체적에서도) 현존하는 가장 오래된 작품이다. 제목은 극중에서 코러스 역할을 담당하고 있는 아카르나이 지역의 사람들과 연관되어 있다.
아리스토파네스는이 작품을 기원전 425년에 개최된 레나이아 축제에 출품하여 1등에 당첨했다고한다. 이때 2등은 크라티노스의 《폭풍 속 사람》, 3등은 에우폴리스의 《초승달》이었다고 한다.

## 개요
오랜 펠로폰네소스 전쟁으로 농토를 잃고 피로에 지친 농부 디오폴리스가 더 이상 참을 수 없다면서 개인 자격으로 적과 단독으로 화평조약을 맺는다. 이 조약이 체결되기까지의 교섭 경위나 권모술수, 그리고 평화가 찾아와 희비가 얽히는 시민과 군인의 우스꽝스런 표정 등을 통렬한 필체로써 꾸며나가고 있다. 이러한 테마는 또한 <평화> <리시스트라테> 등에서도 선명하게 전개되고 있다.